# De Campus Cup 2019
De Campus Cup 2019 was het eerste seizoen in 2019 van De Campus Cup, een televisiequiz voor studenten van alle Vlaamse en Brusselse universiteiten en hogescholen, gepresenteerd door Otto-Jan Ham. Het programma wordt gemaakt door productiehuis Woestijnvis.
Het eerste seizoen startte op 27 mei 2019 en eindigde op 4 juli 2019 met de finale, waarin de Rechten-faculteit van de UGent de cup won.

## Voorrondes
| Aflevering | Richting - universiteit/hogeschool          | Eindscore | Finale tijd |
| ---------- | ------------------------------------------- | --------- | ----------- |
| 1          | Rechten - UGent                             | 740       | 1:53        |
| 1          | Fysica - KULeuven                           | 290       | n.v.t.      |
| 2          | Batac - Thomas More                         | 460       | n.v.t.      |
| 2          | Nautische Wet. - Hogere Zeevaartschool      | 590       | 1:22        |
| 3          | Wiskunde - UGent                            | 850       | 1:32        |
| 3          | Int. Betrekkingen & Diplomatie - UAntwerpen | 330       | n.v.t.      |
| 4          | Verpleegkunde - HoGent                      | 510       | 5           |
| 4          | Office Management - Arteveldehogeschool     | 390       | n.v.t.      |
| 5          | Dramatische Kunsten - Erasmushogeschool     | 470       | 1:20        |
| 5          | Polytechniek - KMS                          | 430       | n.v.t.      |
| 6          | Industrieel ingenieur - UAntwerpen          | 370       | n.v.t.      |
| 6          | Rechten - UHasselt                          | 410       | 1:52        |
| 7          | Bio-ingenieur - UGent                       | 440       | n.v.t.      |
| 7          | Pedagogische Wetenschappen - KULeuven       | 710       | 2:37        |
| 8          | Muziek - Luca School of Arts                | 500       | 1:57        |
| 8          | Secundair onderwijs - Thomas More           | 350       | n.v.t.      |
| 9          | Burgerlijk Ingenieur - VUB                  | 320       | n.v.t.      |
| 9          | Geografie en geomatica - UGent              | 550       | 1:21        |
| 10         | Secundair Onderwijs - HoGent                | 650       | 1:57        |
| 10         | Geneeskunde - UAntwerpen                    | 560       | n.v.t.      |
| 11         | Medische Beeldvorming - Odisee              | 230       | n.v.t.      |
| 11         | Sociaal Cultureel Werk - KdG Hogeschool     | 610       | 6           |
| 12         | Farmacie - KULeuven                         | 320       | n.v.t.      |
| 12         | Politieke Wetenschappen - UGent             | 710       | 1:11        |
| 13         | Burgerlijk Ingenieur - KULeuven             | 610       | 9           |
| 13         | Sociologie - UAntwerpen                     | 480       | n.v.t.      |
| 14         | Handelsingenieur - UAntwerpen               | 520       | 2:13        |
| 14         | Toegepaste Taalkunde - KULeuven             | 350       | n.v.t.      |
| 15         | Journalistiek - Arteveldehogeschool         | 430       | n.v.t.      |
| 15         | Geschiedenis - UGent                        | 450       | 2:11        |
| 16         | Sociale en Militaire Wetenschappen - KMS    | 640       | n.v.t.      |
| 16         | Slavistiek - UGent                          | 650       | 1:33        |
| 17         | Geneeskunde - UGent                         | 840       | 2:06        |
| 17         | Handelsingenieur - UHasselt                 | 380       | n.v.t.      |

Legenda:
 Haalde de top 8
 Haalde de top 8 niet
 Geen 10 vragen correct beantwoord

## Kwartfinales
| Aflevering | Richting - universiteit/hogeschool      | Eindscore / vrijstellingen | Finale score |
| ---------- | --------------------------------------- | -------------------------- | ------------ |
| 18         | Geografie - UGent                       | 430 / 2                    | 6            |
| 18         | Slavistiek - UGent                      | 630 / 4                    | 4            |
| 19         | Dramatische kunsten - Erasmushogeschool | 620 / 4                    | 5            |
| 19         | Rechten - UHasselt                      | 450 / 2                    | 4            |
| 20         | Nautische Wet. - Hogere Zeevaartschool  | 370 / 1                    | 0            |
| 20         | Rechten - UGent                         | 650 / 4                    | 6            |
| 21         | Politieke Wetenschappen - UGent         | 690 / 4                    | 6            |
| 21         | Wiskunde - UGent                        | 320 / 1                    | 2            |

## Halve finales
| Aflevering | Richting - universiteit/hogeschool      | Eindscore / vrijstellingen | Finale score |
| ---------- | --------------------------------------- | -------------------------- | ------------ |
| 22         | Geografie - UGent                       | 380 / 1                    | 2            |
| 22         | Politieke Wetenschappen - UGent         | 540 / 3                    | 6            |
| 23         | Rechten - UGent                         | 570 / 3                    | 5            |
| 23         | Dramatische kunsten - Erasmushogeschool | 360 / 1                    | 2            |

## Finale
| Aflevering | Richting - universiteit/hogeschool | Eindscore / vrijstellingen | Finale score |
| ---------- | ---------------------------------- | -------------------------- | ------------ |
| 24         | Politieke Wetenschappen - UGent    | 360 / 1                    | 2            |
| 24         | Rechten - UGent                    | 540 / 3                    | 5            |